# Хибний висновок
Хи́бний ви́сновок (укр. нерелевантний висновок, лат. ignoratio elenchi, або англ. red herring) — логічна хиба, що є аргументом, котрий сам собою може бути коректним, однак який доводить або підтримує інше твердження, ніж те, для підтримки якого його наводять. Інакше кажучи, це логічна хиба, в якій розглядається нерелевантне питання з метою відвернути увагу від фактичного предмета обговорення.

## Етимологія
«Ignoratio elenchi» може бути приблизно перекладено як ігнорування теми; elenchi є формою родового відмінка іменника elenchus, який походить від грец. ελεγχος, що означає спростувальний аргумент. Щодо «red herring», уважається, що цей термін походить від використання копченого оселедця з метою збити собак зі сліду. Сильний запах оселедця перебиває справжній слід та залишає фальшивий. Наприклад,
- «Я не голосуватиму за цього кандидата, бо його лице жахливо виглядає». Але кандидат не є актором, його зовнішність не впливає на придатність до посади.

Хибний висновок (ignoratio elenchi — знак неосвіченості або некомпетентності) — підміна тези або недоречний висновок. У логіці він означає ігнорування опонентом навмисно або ненавмисно визначеної теми обговорення, коли вона непомітно змінюється іноді навіть на зовсім протилежну. В буквальному перекладі українською мовою латинський термін має два значення: «списки невігластва» та ігнорування доведення. В останньому сенсі слово другої відміни elenchi береться в родовому відмінку однини іменника эленхос, що походить від грецького elenchos грец. ἔλεγχος, тобто аргументи доведення або заперечення. Цікавим є те, що й сама робота Арістотеля «Peri sophistici elenchon» трактується та перекладається двояко — як софістичні спростування, так і спростування софізмів.
Логічна помилка також має іншу назву «недоречний висновок». Але, коли перекладати слово elenchon з давньогрецької мови, то буквально слово буде означати «неосвічене спростовування».
У ширшому сенсі Стагірит стверджував, що всі логічні хиби є різними формами «підміни тези», яку називав «перлиною помилок», тобто головною серед всіх інших. У народі про цей софізм говорять: «Я йому про Фому, а він мені про Ярему».
Замість того, щоб доводити, що ця людина здійснила цей злочин, хтось починає доводити, що ця людини обвинувачується в ньому. Ignoratio elenchi тут не дуже очевидна, і, як наслідок, у підсумку, злодій може бути виправданим рішення. Насправді було обґрунтовано зовсім іншій тезис.
В основі помилки знаходиться неправильне ототожнення фактично аргументованого судження з тим реченням, котре мусить бути, але не було доведено. Наприклад, хто-небудь бажає показати будь-що несправедливе в моральному розумінні, а замість того починає висловлювати несправедливість наведеного в юридичному сенсі. Висновок його судження виявляється недоведеним. Тут порушується закон тотожності.
Підміною понять буде назвати другий тур виборів Президента країни повторним голосуванням, оскільки не всі, хто брав участь у першому, пройшли до другого етапу. Тому, це буде не просто теж саме повторення, а вже зовсім інший вибір серед двох претендентів; вищий та якісний рівень, друга фаза виборів, а не повтор. Помилка тут можливо була запланована свідомо, щоб у жодному разі в кандидата не з'явилось спокуси згодом продовжити змагання за найголовнішу посаду в державі таким, наприклад, сумнівним способом призначення пізніше «повторних» третього, четвертого й наступних турів виборів тощо.
Неправильним буде, коли замість відповіді на запитання «Чи потрібне місцеве самоврядування в Україні?», слухач на екзамені розповідатиме, як треба обирати керівників на місцях. Тут саме й буде не релевантний висновок.
Наприклад, Росія у ХІХ столітті вважала росіян і українців різними народами в складі однієї держави. На початку XXI століття риторика вкрай змінилась: один народ і дві держави. Це явна й груба підміна понять, але вона дуже широко розповсюджена та застосовується проти України досі.
Ignoratio elenchi є провідною логічною помилкою, в якій розглядається недоречна теза з метою відвернути увагу від фактичного предмета обговорення й справжнього стану речей. Зміна точки зору відбувається непомітно, але зазвичай ефектно.
Причиною появи підміни тези є ототожнення різних предметів обговорення і як наслідок виникає послаблення уваги до відмінностей між ними. Переклад англійською мовою з латинського звороту ignoratio elenchi змінювався декілька разів. Сігдвік вважав цей термін, як і petitio principii, дуже невизначеним, бо він міг позначати й будь-яку логічну помилку взагалі, й «невірне тлумачення сенсу тезису» зокрема. Він наводить до цього такий приклад: «подорож було щасливо завершено, тільки ми потрапили не в той потяг». Хамблін запропонував їй інші назви: «помилка доведення», «незнання заперечення»; Естерле віддав перевагу вислову «не звертати увагу на проблему»; Ірвинг Копі, Крістофер Тіндейл та інші використовували вираз — «те, що не має відношення до висновку».
Коли опонент намагається змінити предмет обговорення непомітно й обґрунтовувати його як той, що був висунутий спочатку, то це й буде підміна тези. У цьому разі найбільш раціональною дією буде безумовно вказати на помилку й назвати її.

## Софізми
До софізмів цього виду належать софізм Еватла, крокодилів силогізм, ледачий софізм, дилема, «обидва або однаково-гострі аргументи» (лат. argumenta ambigua або communia), «третього не дано» (лат. tertium non datur), надмірне доведення (лат. qui nimium probat, nihil probat), «хто занадто мало доводить, той нічого не доводить», перехід на особистості (лат. argumentum ad hominem), аргумент до милосердя (лат. argumentum ad misericordiam), «сам сказав» (лат. ipse dixit) тощо.

## Часткові випадки хиби
- Argumentum ad Hominem
- звертання до емоцій
- Звернення до наслідків
- вина за асоціацією, Tu quoque
- trivial objections
- Опудало
- Дві помилки не дають правду
- Прийняття бажаного за дійсне